# Graceland
Graceland é uma mansão em uma propriedade de 13,8 acres (5,6 ha), em Memphis, Tennessee, nos Estados Unidos, que pertenceu ao cantor e ator estadunidense Elvis Presley. Desde a morte de Elvis, Lisa Marie Presley, passou a ser proprietária de Graceland, após sua morte a propriedade passou para sua filha Riley Keough. A residência está localizada na Elvis Presley Boulevard, número 3764, na vasta comunidade de Whitehaven, a 14,5 km do centro da cidade, e a menos de 6 km ao norte da fronteira do estado do Mississippi.
A casa foi aberta ao público como museu em 7 de junho de 1982. O local foi incluído no Registro Nacional de Lugares Históricos dos Estados Unidos em 7 de novembro de 1991, e declarado Marco Histórico Nacional daquele país em 27 de março de 2006. Graceland é a segunda casa mais visitada nos EUA, atrás apenas da Casa Branca, com mais de 650.000 visitantes por ano.

## História
Graceland Farms pertencia originalmente a Stephen C. Toof, fundador da S.C. Toof & Co., a mais antiga empresa de impressão comercial de Memphis, Tennessee, nos Estados Unidos, o qual anteriormente era o chefe de redação do jornal de Memphis, o Memphis Daily Appeal. O terreno (antes da construção da mansão em 1939) recebeu o nome em homenagem à filha de Toof, Grace. Ela herdou a fazenda/terreno de seu pai em 1894. Após a morte dela, a propriedade foi passada para sua sobrinha, Ruth Moore, uma socialite de Memphis, que junto com seu marido, Thomas Moore, construiu uma mansão em estilo neocolonial de 10 266 pés quadrados (950 m2) em 1939.

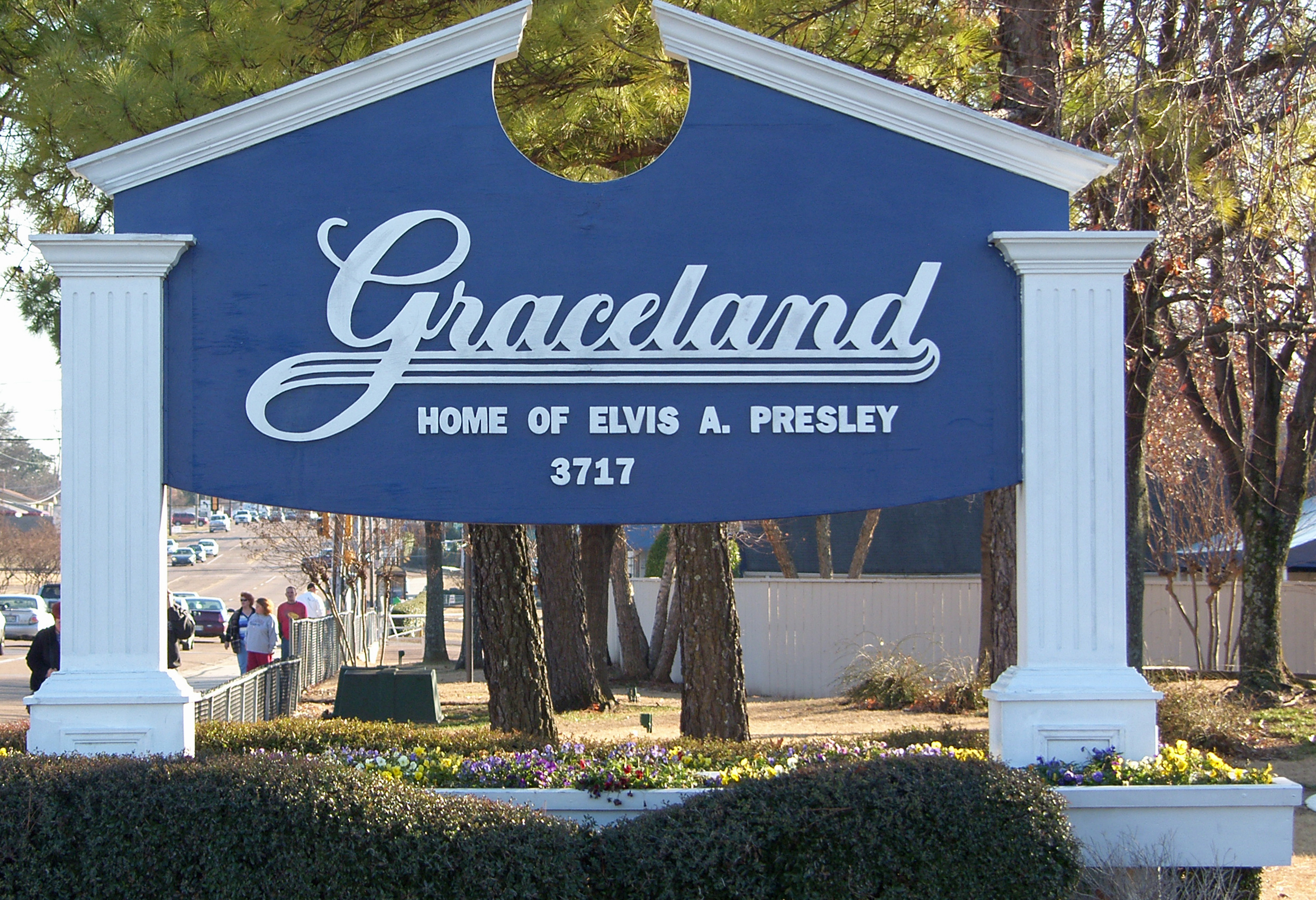
The Jungle Room, Graceland

Após Elvis Presley começar sua carreira musical, ele comprou uma casa de US$ 40.000 para ele e sua família na Audubon Drive 1034, em Memphis, Tennessee, chamada Elvis Presley House. À medida que sua fama crescia, especialmente após suas aparições na televisão, o número de fãs que se reuniam fora da casa se multiplicava. Os vizinhos de Presley, em sua maioria felizes por ter uma celebridade morando nas proximidades, logo começaram a achar incômodo o constante agrupamento de fãs e jornalistas.
No início de 1957, Presley deu a seus pais, Vernon e Gladys Presley, um orçamento de US$ 100.000 e pediu-lhes que encontrassem uma propriedade estilo "fazenda" para comprar. Na época, Graceland localizava-se a vários quilômetros da principal área urbana de Memphis. Nos anos posteriores, o ramo imobiliário de Memphis viria a se expandir, e Graceland acabou cercada por outras propriedades. Presley comprou Graceland em 19 de março de 1957, pelo valor de US$ 102.500.
Mais tarde naquele ano, Presley convidou Richard Williams e o cantor Buzz Cason para visitar a casa. Cason disse: "Passamos a nos divertir na varanda da frente, fazendo nossas melhores poses de rock 'n' roll, e tirando fotos com a pequena câmera. Espiamos pelas janelas ainda sem cortinas e nos divertimos com as paredes cor pastel das salas anteriores com tons brilhante de vermelho e roxo, que certamente Elvis havia escolhido." Elvis gostava de alegar que o governo dos EUA havia discutido uma visita de Nikita Khrushchev a Graceland, 'para ver como, na América, um cara pode começar com nada e, você sabe, se dar bem'.
Após a morte de Gladys em 1958, aos 46 anos, Vernon casou-se novamente, com Dee Stanley em 1960, e o casal viveu em Graceland por um tempo. Contudo, havia certa discórdia entre Elvis e sua madrasta, Dee, em Graceland, e a biógrafa Elaine Dundy disse "que Vernon se estabelecera com Dee onde Gladys uma vez reinara, enquanto a própria Dee - quando Elvis estava fora - assumia o papel de senhora de Graceland, ao ponto de reorganizar os móveis e substituir as cortinas que a própria Gladys houvera aprovado." Isso foi demais para o cantor, que ainda amava profundamente sua falecida mãe. Uma tarde, "uma van chegou... e todos os utensílios domésticos, roupas, 'melhorias', e toda a coleção de aminais de Dee foram carregados na van... enquanto Vernon, Dee e seus três filhos foram para uma casa próxima, na Hermitage, até que finalmente se estabeleceram em uma casa na Dolan Drive, que ficava ao lado da propriedade de Elvis."
De acordo com Mark Crispin Miller, Graceland tornou-se para Presley "o lar da organização que era ele mesmo, era cuidada por um grande e vago clã de Presleys e vice-Presleys, cada um desperdiçando as vastas gratificações que Elvis usava para manter seu mundo inteiro sorrindo". O autor acrescenta que o pai de Presley, Vernon, "tinha uma piscina em seu quarto", que "havia uma jukebox ao lado da piscina, contendo os discos favoritos de Elvis" e que o próprio cantor "passava horas em seu quarto, observando sua propriedade em uma televisão de circuito fechado. De acordo com o primo do cantor, Billy Smith, ele e sua esposa, Jo, passaram muitas noites com Presley em Graceland: "nós três ficávamos lá conversando por horas sobre tudo no mundo! Às vezes, ele tinha um pesadelo e vinha me procurar para conversar, e ele, de fato, adormecia em nossa cama conosco." Priscilla Beaulieu também viveu em Graceland por cinco anos antes de ela e Elvis se casarem em Las Vegas, Nevada, nos E.U.A., em 1 de maio de 1967. Sua filha, Lisa Marie Presley, nasceu em 1 de fevereiro de 1968, e passou os primeiros anos de sua vida na propriedade, até que seus pais se divorciaram em 1972, e ela se mudou para a Califórnia com sua mãe. Todo ano, na época de Natal, Lisa Marie Presley e toda sua família iam a Graceland para celebrar o Natal juntos. Lisa Marie costuma visitar Graceland frequentemente.
Quando saía em turnê, Elvis hospedava-se em hotéis, "os quartos eram remodelados antes de sua chegada, para fazer as mesmas configurações de espaço que ele tinha em casa - a mansão Graceland. Seus móveis chegavam e ele podia relaxar depois de suas apresentações em ambientes completamente familiares e reconfortantes," o cômodo em questão, 'The Jungle Room', sendo "um exemplo de kitsch particularmente exuberante."

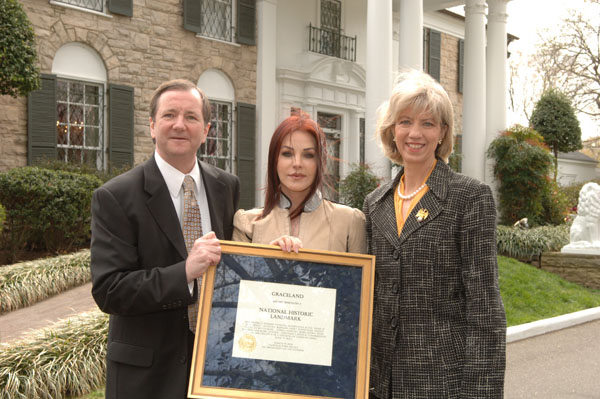
Designação da mansão Graceland como Marco Histórico Nacional em 2006

Em 16 de agosto de 1977, Presley morreu aos 42 anos no banheiro de Graceland. A causa imediata da morte foi arritmia cardíaca, embora relatórios toxicológicos posteriores sugerissem fortemente que polifarmácia fora a causa primária da morte; "catorze drogas no sistema de Elvis, certas drogas, como a codeína, estavam em quantidades significativamente super-prescritas. Elvis Presley foi velado na propriedade, em um caixão de 408 quilos revestido de cobre, no hall, enquanto mais de 3.500 fãs passaram para prestar homenagem. Em 18 de agosto de 1977, foi realizado um funeral privado, com 200 pessoas, com o caixão colocado em frente à porta de vitral da sala de música. Graceland continuou sendo ocupada por membros da família até a morte da tia de Elvis, Delta, em 1993, que houvera se mudado para a mansão a convite de Elvis, após a morte de seu marido. A filha de Elvis, Lisa Marie Presley, herdou a propriedade em 1993, quando completou 25 anos. A lápide de Presley, junto com as de seus pais, Gladys & Vernon Presley, bem como a de sua avó, Minnie Mae Presley, podem ser visitadas no Jardim da Meditação, ao lado da mansão, durante as visitas guiadas pela mansão, ou de graça, antes do início das visitas. Uma lápide em memória ao natimorto irmão gêmeo de Presley, Jesse Garon, também encontra-se no local.
A mansão Graceland foi incluída no Registro Nacional de Lugares Históricos dos Estados Unidos em 7 de novembro de 1991, e designada como um Marco Histórico Nacional daquele país em 27 de março de 2006. Graceland foi o primeiro local relacionado ao rock and roll a ser incluído no Registro Nacional de lugares históricos dos Estados Unidos.

## Arquitetura

### Exterior
Construída no topo de uma colina, em um bosque de carvalhos, com pastos ao redor, a casa projetada pelo escritório de arquitetura de Memphis, Furbringer e Erhmanis, é uma residência de dois pisos e cinco baías no estilo neocolonial, com um telhado duas águas transversal, coberto de telhas de asfalto, um frontão central de dois pisos projetado para frente, e alas de um piso, nos lados norte e sul. Anexada à ala está uma ala de estuque adicional, de um piso, que originalmente abrigava uma garagem para quatro carros. Há duas chaminés; uma na parede lateral externa norte, e uma segunda chaminé que sobe pela cumeeira no lado sul da casa. As fachadas frontal e lateral do bloco central são revestidas com calcário Tishomingo do Mississippi, de cor bronze, e sua parede traseira é em estuque, assim como as alas de um piso. A fenestração da fachada frontal, no primeiro piso, inclui janelas guilhotinas de 3,6m por 3,6m, localizadas em aberturas arqueadas com painéis de madeira acima das janelas, e janelas guilhotinas de 1,80m por 1,80m no segundo andar. Quatro degraus de pedra, ladeados por dois grandes leões, sobem da entrada para o pórtico central de dois pisos projetado para frente, contendo quatro colunas coríntias com capitéis, modelados como os pórticos conjeturais de James Stuart para a "Torre dos Ventos" em Atenas, na Grécia. Seu frontão tem dentículos e uma pequena janela oval central, em cumbo. As colunas nos cantos do pórtico são combinadas com pilastras na fachada frontal. O marco da porta possui frontão em arco quebrado, entablamento completo, e colunas engatadas. Sua bandeira e luzes laterais contêm vitrais elaborados e coloridos. Acima da entrada principal, há uma janela com uma sacada julieta de ferro.

### Interior

#### Primeiro andar

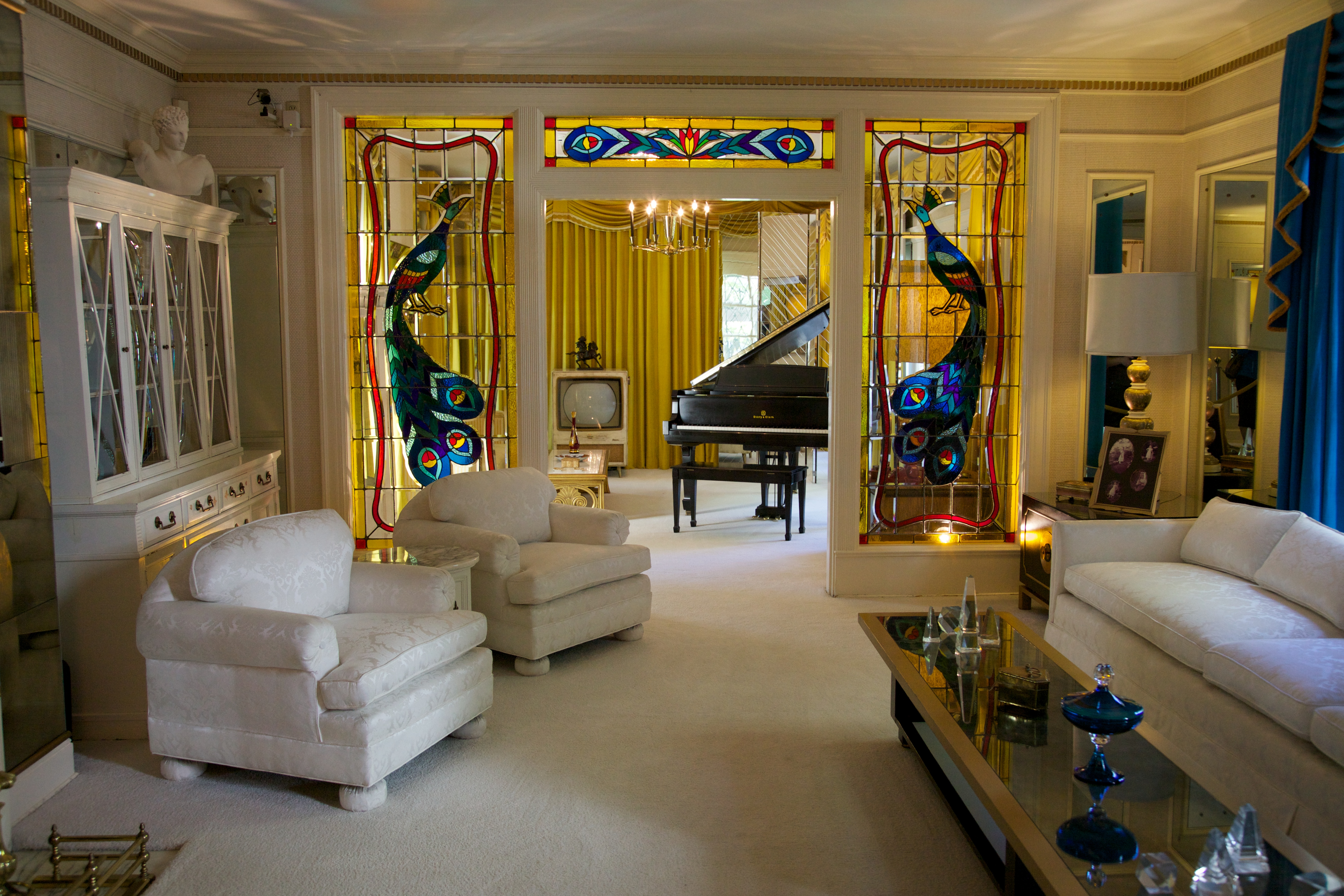
Sala de estar de Graceland

Graceland tem 17 552 pés quadrados (1 600 m2), e possui um total de 23 cômodos, incluindo oito quartos e banheiros. À direita do hall de entrada, através de uma abertura em arco elíptico com detalhes clássicos, fica a sala de estar, com a Sala de Música adjacente, atrás de uma marco emoldurado por grandes pavões vívidos, dispostos em vitrais. A Sala de Música tem um piano de cauda preto para bebê e uma TV no estilo dos anos 50. A Sala  de Estar contém um sofá branco de 4,6 metros de comprimento encostado na parede com vista para o jardim da frente. À esquerda há uma lareira branca. A pintura que foi o último presente de Natal recebido por Elvis de seu pai, Vernon, está pendurada neste cômodo. Também encontram-se fotografias dos pais de Elvis, Vernon e Gladys, e de Elvis e Lisa Marie. Adjacente à Sala de Estar, há um quarto que era ocupado pelos pais de Elvis. As paredes, carpete, cômoda e cama queen size são de cor branco brilhante, com a cama coberta por uma colcha roxa escura de veludo. O quarto também possui uma banheiro completo de cor rosa.
À esquerda do Hall de Entrada, espelhando a Sala de Estar encontra-se a Sala de Jantar. O cômodo possui cristalerias redondas embutidas nos cantos norte da sala, e piso de mármore preto no centro do cômodo, com carpete ao redor do perímetro. Conectada à Sala de Jantar encontra-se a Cozinha, que não estivera aberta ao público até 1995, pois a tia de Elvis, Delta, a usou até sua morte em 1993.

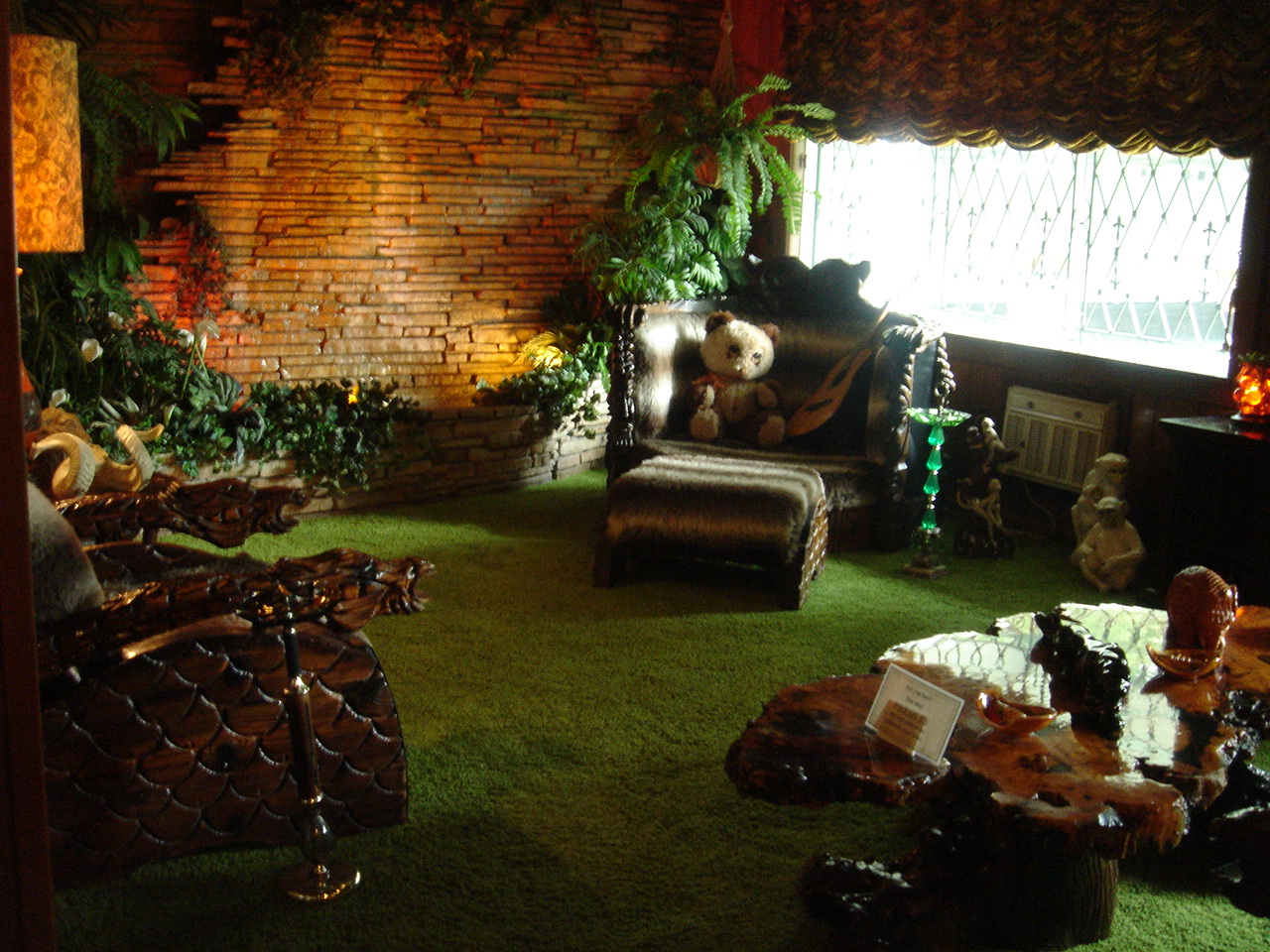
Jungle Room, Graceland

A ala original de um piso, no extremo norte da residência, inclui uma sala de máquinas, um quarto e um banheiro. Em meados da década de 1960, Presley ampliou a casa para criar um covil conhecido como Jungle Room, que contém uma cascata interna de pedra natural cortada na parede norte. Em 1976, a Jungle Room foi convertida em um estúdio de gravação, onde Presley gravou a maior parte de seus dois álbuns finais, From Elvis Presley Boulevard, Memphis, Tennessee(1976) e Moody Blue (1977); essas foram suas últimas gravações conhecidas, em um estúdio. Durante a expansão da casa em meados da década de 1960, Presley construiu uma grande ala no lado sul da casa principal, que era uma calçada, entre a Sala de Música, na ala original de um piso, e a área da piscina, conectada à casa por uma pequena galeria fechada. A nova ala abrigava. inicialmente. uma pista de autorama e para armazenar seus muitos itens de valor, mas mais tarde foi remodelada para o que agora é conhecido como o rophy Building. O Trophy Building agora exibe uma exposição sobre a família Presley, e inclui o vestido de noiva de Priscilla, o smoking de casamento de Elvis, o baú de brinquedos e roupas de bebê de Lisa Marie, e muito mais.

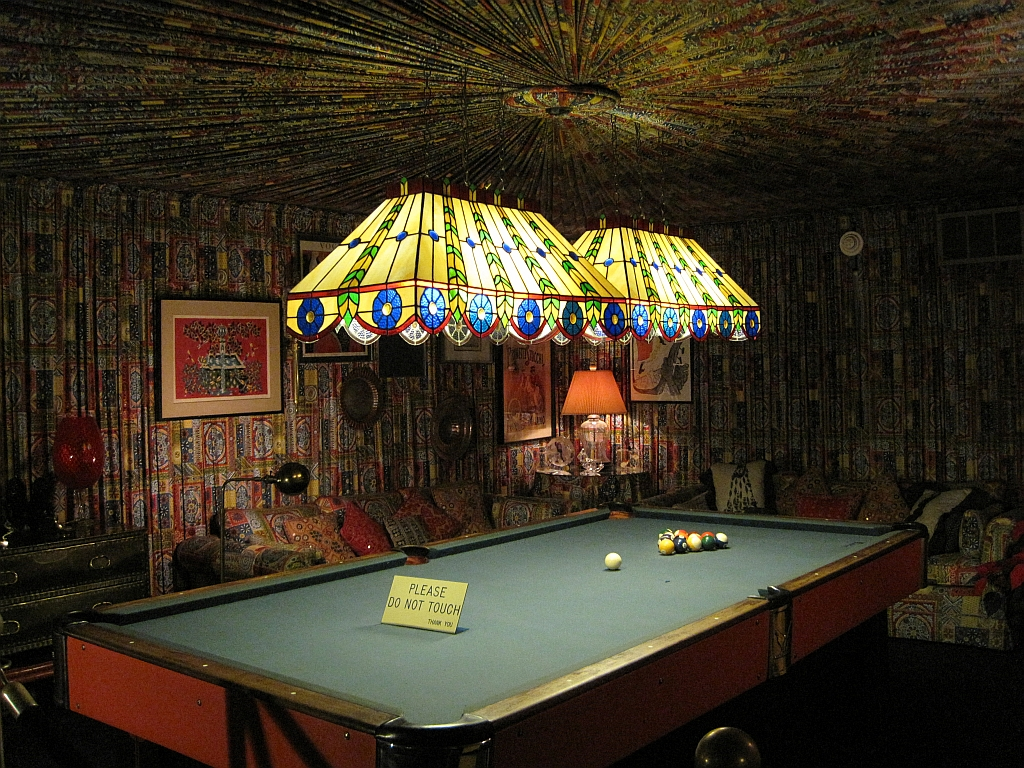
Mesa de bilhar de Graceland

#### Segundo andar
O Hall de Entrada contém uma escada branca com uma parede de espelhos que leva ao segundo andar da casa. O andar conta o quarto de Elvis no canto sudoeste, que se conecta ao seu camarim e banheiro no canto noroeste. O quarto de sua filha, Lisa Marie, fica no canto nordeste, e um quarto no canto sudeste servia como escritório particular de Elvis. O segundo andar não é aberto aos visitantes, por respeito à família Presley, e parcialmente para evitar qualquer foco impróprio no banheiro, que foi o local da morte do cantor. O piso permanece intocado desde o dia em que Elvis morreu, e raramente é visto por membros que não são da família.

#### Porão: Salas de TV e de bilhar
A sala de TV no porão é onde Elvis costumava assistir três aparelhos de televisão ao mesmo tempo, e estava ao alcance de um bar. A parede oeste da sala de TV é pintada com o logotipo de Elvis nos anos 70 de um raio e uma nuvem com as iniciais TCB, significando "cuidar dos negócios rapidamente" (taking care of business in a flash). A parede sul tem três aparelhos de televisão embutidos, um aparelho de som e armários para a coleção de discos de Elvis. Em frente à sala de TV está a sala de bilhar; Elvis, um ávido jogador de bilhar, comprou a mesa de bilhar em 1960, e mandou cobrir as paredes e o teto com 320 a 365 metros de tecido de algodão plissado, após as duas salas do porão serem reformadas em 1974.

## Propriedade

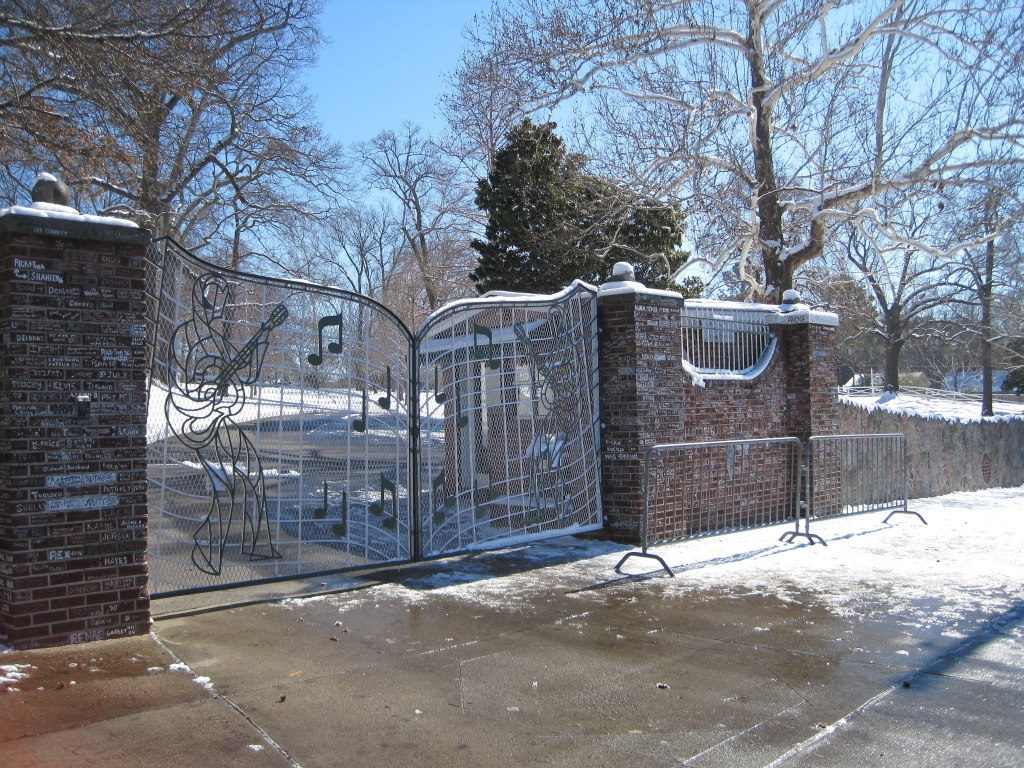
Portão com tema de música

Depois de comprar a propriedade, Presley gastou mais de US $500.000 realizando extensas modificações para atender às suas necessidades, incluindo um muro de pedra rosa do Alabama em torno do terreno, que tem vários anos de grafite dos visitantes, que simplesmente o chamam de "o muro", um portão da frente de ferro forjado, projetado e construído por Abe Sauer, com a forma de um livro de partituras, com notas musicais de cor verde e uma silhueta de Elvis. Presley também instalou uma piscina em forma de rim e uma quadra de raquetebol.
A quadra de raquetebol lembra um antigo clube de campo, mobiliado em couro escuro e um bar funcional. Há uma área de estar afundada com o sempre presente sistema de som encontrado em toda a Graceland, além do piano vertical marrom escuro no qual Elvis tocou o que seriam suas últimas canções, "Blue Eyes Crying in the Rain", de Willie Nelson, e "Unchained Melody", de The Righteous Brothers. Relatos conflitam sobre qual foi a última canção. A área para sentar possui uma janela à prova de quebra do chão ao teto, projetada para assistir aos muitos jogos de raquetebol que aconteciam ali quando Elvis estava vivo. Nas primeiras horas da manhã em que Elvis morreu, ele, sua namorada Ginger Alden, seu primo Billy Smith e a esposa de Billy, Jo, jogaram uma partida de raquetebol, terminando o jogo com a canção no piano, antes de Elvis entrar na casa principal para lavar o cabelo e ir para a cama. Hoje, a quadra de dois andares foi restaurada para ficar como era quando Elvis usava o lugar.
Uma das modificações mais conhecidas de Presley foi a adição do Jardim da Meditação, projetado e construído pelo arquiteto Bernard Grenadier, usado por Elvis para refletir sobre quaisquer problemas ou situações que surgiam em sua vida. É também ali onde ele, seus pais, sua filha, Lisa, e avó, Minnie Mae Hood Presley, estão enterrados. Uma pequena lápide lembra o irmão gêmeo de Elvis, Jesse Garon, que morreu durante o nascimento.
Em outros lugares da propriedade há um pequeno prédio branco que servia como escritório de seu pai; um antigo fumeiro que abrigava o campo de tiro de Elvis; e um estábulo de cavalos totalmente funcional.